# Municipio 5 Walnut
El municipio 5 Walnut (en inglés: Township 5 Walnut) es un municipio ubicado en el  condado de Madison en el estado estadounidense de Carolina del Norte. En el año 2010 tenía una población de 1.790 habitantes.

## Geografía
El municipio 5 Walnut se encuentra ubicado en las coordenadas 35°50′40.92″N 82°46′25.89″O / 35.8447000, -82.7738583.